# Tall Maghas
Tall Maghas (arab. تل مغاص) – wieś w Syrii, w muhafazie Al-Hasaka. W 2004 roku liczyła 194 mieszkańców.